# Une vie rêvée (film, 2024)
 (septembre 2024).
La mise en forme du texte ne suit pas les recommandations de Wikipédia : il faut le « wikifier ».
Les points d'amélioration suivants sont les cas les plus fréquents. Le détail des points à revoir est peut-être précisé sur la page de discussion.
- Les titres sont pré-formatés par le logiciel. Ils ne sont ni en capitales, ni en gras.
- Le texte ne doit pas être écrit en capitales (les noms de famille non plus), ni en gras, ni en italique, ni en « petit »…
- Le gras n'est utilisé que pour surligner le titre de l'article dans l'introduction, une seule fois.
- L'italique est rarement utilisé : mots en langue étrangère, titres d'œuvres, noms de bateaux, etc.
- Les citations ne sont pas en italique mais en corps de texte normal. Elles sont entourées par des guillemets français : « et ».
- Les listes à puces sont à éviter, des paragraphes rédigés étant largement préférés. Les tableaux sont à réserver à la présentation de données structurées (résultats, etc.).
- Les appels de note de bas de page (petits chiffres en exposant, introduits par l'outil «  Source ») sont à placer entre la fin de phrase et le point final[comme ça].
- Les liens internes (vers d'autres articles de Wikipédia) sont à choisir avec parcimonie. Créez des liens vers des articles approfondissant le sujet. Les termes génériques sans rapport avec le sujet sont à éviter, ainsi que les répétitions de liens vers un même terme.
- Les liens externes sont à placer uniquement dans une section « Liens externes », à la fin de l'article. Ces liens sont à choisir avec parcimonie suivant les règles définies. Si un lien sert de source à l'article, son insertion dans le texte est à faire par les notes de bas de page.
- La présentation des références doit suivre les conventions bibliographiques. Il est recommandé d'utiliser les modèles {{Ouvrage}}, {{Chapitre}}, {{Article}}, {{Lien web}} et/ou {{Bibliographie}}. Le mode d'édition visuel peut mettre en forme automatiquement les références.
- Insérer une infobox (cadre d'informations à droite) n'est pas obligatoire pour parachever la mise en page.

Pour une aide détaillée, merci de consulter Aide:Wikification.
Si vous pensez que ces points ont été résolus, vous pouvez retirer ce bandeau et améliorer la mise en forme d'un autre article.
Pour les articles homonymes, voir Une vie rêvée.
Pour plus de détails, voir Fiche technique et Distribution.
Une vie rêvée est un film de Noël français réalisé par Morgan Simon et sorti le 4 septembre 2024. Il s'agit du deuxième long-métrage de Morgan Simon avec dans les rôles principaux Valeria Bruni Tedeschi, Félix Lefebvre et Lubna Azabal. Le film est présenté en compétition au Festival du film d'Angoulême 2024 et récompensé la même année du Prix Cinéma de la Fondation Barrière.   

## Synopsis
Coincée dans sa cité HLM de banlieue parisienne, Nicole, 52 ans, rêve sa vie pour mieux oublier sa réalité. Une ligne de conduite difficile à suivre quand le temps qui passe vous laisse plus de rides que de succès. Alors qu'elle est endettée et sans emploi, son fils Serge, 19 ans, est son rayon de soleil. Mais leur relation va voler en éclats quand Nicole se fait confisquer son chéquier et sa carte bancaire à l'approche des fêtes de Noël,. Après un clash avec son fils qui a quitté la maison à la suite d'une dispute, elle fait plus ample connaissance avec Norah, la patronne du bar à chicha « L'Oasis du Pacha » situé en face de l'immeuble où elle réside. Celle-ci l'invite à une soirée qu'elle organise dans son bar pour les fêtes du Nouvel An, une relation va se nouer entre les deux femmes, ce qui redonne le goût du bonheur à Nicole, qui renouera une relation avec son fils et trouvera un travail ; la vie va enfin pouvoir recommencer.

## Fiche technique
- Titre original : Une vie rêvée
- Titre international : Somewhere In Love
- Réalisation et scénario : Morgan Simon
- Musique originale : David Chalmin
- Photographie : Sylvain Verdet
- Casting : Marlène Serour
- Décors : Thomas Grézaud
- Costumes : Rachèle Raoult
- Montage : Marie Loustalot
- Production : Fanny Yvonnet et Florence Gastaud
- Sociétés de production : Trois Brigands Productions et Wild Bunch
- Coproduction : Jean-Yves Roubin et Cassandre Warnauts
- Société de coproduction : Frakas Productions
- Distribution : Wild Bunch (France), Cinéart (Belgique)
- Durée : 97 minutes
- Pays de production :  France
- Langue originale : français
- Genre : comédie dramatique
- Format : 1.66
- Date de sortie :
  - France et Belgique : 4 septembre 2024
  - Argentine : 13 février 2025 sous le titre Una Vida Soñada
  - Brésil : 17 juillet 2025 sous le titre Entre Nós, O Amor

## Distribution
- Valeria Bruni Tedeschi : Nicole
- Félix Lefebvre : Serge, le fils de Nicole
- Lubna Azabal : Norah, la patronne du bar à chicha
- Dylan Benha-Guedj : Amine, un jeune de la cité
- Gédéon Ekay : Yacouba, le pote d'Amine
- François de Brauer : le conseiller bancaire
- Antonia Buresi : Julie Da Costa, la conseillère à l'emploi
- Tya Deslauriers : Samira, la petite amie de Serge

## Distinctions
Une vie rêvée reçoit le Prix Cinéma de la Fondation Barrière 2024 décerné par un jury présidé par Valérie Donzelli et composé d'Aïssa Maïga, Pierre Deladonchamps, Quentin Delcourt, Suliane Brahim, Arnaud Viard et Blandine Harmelin. 
Valeria Bruni Tedeschi est récompensée d'une mention spéciale du jury lors du 21e Festival de Séville dans la section Rampa pour son interprétation dans le film.
Une vie rêvée remporte en 2025 le prix du meilleur film européen au Festival Queer Screen Mardi Gras de Sydney.

## Production
Une vie rêvée a été tourné entièrement dans la banlieue est parisienne à Romainville, Bagnolet, Créteil et Bonneuil-sur-Marne. Les scènes de centre commercial ont été tournées à Créteil Soleil, lieu fréquenté à l'adolescence par le réalisateur. Lors de la première du film, Morgan Simon dédie son film « aux personnes qui ne paient pas de mine, qui sont méprisées et regardées de haut, qui ont été déclassées ou ont peur de l'être »,.

## Anecdote sur le film
Alors qu'ils derushent les images d'une scène de dispute depuis plusieurs heures, Morgan Simon et la monteuse du film entendent tambouriner à la porte de la salle de montage située dans un immeuble. Ce sont trois policiers. Comprenant la situation, Morgan Simon leur explique qu'ils sont en train de monter un film, les policiers restent figés quelques instants, et demandent à venir vérifier. Ils entrent alors, découvrent qu'effectivement les hurlements et bris de verre qu'ils entendent proviennent bien d'une scène du film entre Valeria Bruni Tedeschi et Félix Lefebvre. Les policiers restent sans voix. Morgan Simon leur demande si la scène leur paraît crédible, l'un des policiers, encore hébété, lui répond que oui. Les policiers s'en vont tout autant étonnés que soulagés ayant pensé que cela était grave. Morgan Simon va s’excuser auprès des voisins qui les avaient appelés, mais ces derniers, eux aussi soulagés, les incitent à continuer le montage du film.